# Ede (Paesi Bassi)
Ede  è una municipalità dei Paesi Bassi di 107 832 abitanti situata nella provincia della Gheldria.
Gran parte del suo territorio è situato nel Parco nazionale De Hoge Veluwe, il parco nazionale dell'Alta Veluwe.